# 고차 논리
고차 논리(高次論理, 영어: higher-order logic)는 관계 또는 관계의 관계 등을 지칭하는 변수에 전칭·존재 기호를 가할 수 있는 일련의 논리 체계들이다. 모든 고차 논리는 ω차 논리(ω次論理, 영어: ω-order logic)의 부분 논리 체계로 생각할 수 있다.:Chapter 5, §50

## 정의

### 문법
{\displaystyle d\in \{2,3,\dots ,\omega \}}가 2 이상의 자연수 또는 가장 작은 무한 극한 순서수 {\displaystyle \omega }라고 하자.
d차 논리(d次論理, 영어: dth-order logic)의 종류(種類, 영어: sort)와 이들의 차수(次數, 영어: order)는 다음과 같다. (편의상 연산의 종류를 다루는 것을 생략하자.)
- {\displaystyle \imath }는 0차 종류이다.
- 차수가 각각 {\displaystyle d_{1},\dots ,d_{n}}인 종류 {\displaystyle \sigma _{1},\dots ,\sigma _{n}}에 대하여, 만약 {\displaystyle \max\{d_{1},\dots ,d_{n}\}+1<d}라면, {\displaystyle (\sigma _{1}\cdots \sigma _{n})}은 {\displaystyle \max\{d_{1},\dots ,d_{n}\}+1}차 종류이다.

d차 논리의 언어는 각 종류의 변수와 상수들로 구성된다. 종류가 {\displaystyle \imath }인 변수를 개체 변수(個體變數, 영어: individual variable)라고 하며, 종류가 {\displaystyle ()}인 변수를 명제 변수(命題變數, 영어: propositional variable)라고 한다.
d차 논리의 논리식(論理式, 영어: (well-formed) formula)은 다음과 같다.
- 종류 {\displaystyle (\sigma _{1}\cdots \sigma _{n})}의 변수 또는 상수 {\displaystyle t^{(\sigma _{1}\cdots \sigma _{n})}} 및 종류가 각각 {\displaystyle \sigma _{1},\dots ,\sigma _{n}}인 변수 또는 상수 {\displaystyle u_{1}^{\sigma _{1}},\dots ,u_{n}^{\sigma _{n}}}에 대하여, {\displaystyle t^{(\sigma _{1}\cdots \sigma _{n})}(u_{1}^{\sigma _{1}},\dots ,u_{n}^{\sigma _{n}})}은 논리식이다.
- {\displaystyle d-1}차 미만의 같은 종류 {\displaystyle \sigma }의 두 변수 또는 상수 {\displaystyle t^{\sigma },u^{\sigma }}에 대하여, {\displaystyle t^{\sigma }=u^{\sigma }}는 논리식이다.
- 논리식 {\displaystyle \phi ,\psi } 및 변수 {\displaystyle x^{\sigma }}에 대하여,
  - {\displaystyle \lnot \phi }는 논리식이다.
  - 만약 {\displaystyle \phi }의 속박 변수가 {\displaystyle \psi }에 등장하지 않으며, {\displaystyle \psi }의 속박 변수가 {\displaystyle \phi }에 등장하지 않는다면, {\displaystyle \phi \implies \psi }는 논리식이다.
  - 만약 {\displaystyle x^{\sigma }}가 {\displaystyle \phi }의 자유 변수라면, {\displaystyle \forall x^{\sigma }\phi }는 논리식이다.

여기서 논리식 {\displaystyle \phi }와 그 속에 등장하는 변수 {\displaystyle x^{\sigma }}에 대하여, 만약 {\displaystyle \phi }가 {\displaystyle \forall x^{\sigma }}를 포함하지 않는다면, {\displaystyle x^{\sigma }}를 {\displaystyle \phi }의 자유 변수(自由變數, 영어: free variable)라고 하며, 그렇지 않다면 {\displaystyle x^{\sigma }}를 {\displaystyle \phi }의 속박 변수(束縛變數, 영어: bound variable)라고 한다.

### 증명 이론
다음과 같은 기호들을 사용하자.
- {\displaystyle \phi }, {\displaystyle \psi }, {\displaystyle \chi }는 임의의 논리식이다.
- 각 종류 {\displaystyle \sigma }에 대하여, {\displaystyle x^{\sigma }}, {\displaystyle y^{\sigma }}, {\displaystyle z^{\sigma }}, {\displaystyle y_{i}^{\sigma }}, {\displaystyle z_{i}^{\sigma }}는 종류 {\displaystyle \sigma }의 변수이다.
- 각 종류 {\displaystyle \sigma }에 대하여, {\displaystyle t^{\sigma }}는 종류 {\displaystyle \sigma }의 변수 또는 상수이다.

d차 논리의 추론 규칙들은 다음과 같다.
- (전건 긍정) {\displaystyle {\begin{matrix}\phi \qquad \phi \implies \psi \\\hline \psi \end{matrix}}}
- (일반화) {\displaystyle {\begin{matrix}\phi \\\hline \forall x\phi \end{matrix}}}
  - 여기서 {\displaystyle x}는 {\displaystyle \phi }의 자유 변수이어야 한다.

d차 논리의 공리 기본꼴들은 다음과 같다.
- {\displaystyle \phi \implies (\psi \implies \phi )}
- {\displaystyle (\phi \implies (\psi \implies \chi ))\implies ((\phi \implies \psi )\implies (\phi \implies \chi ))}
- {\displaystyle (\lnot \phi \implies \lnot \psi )\implies (\psi \implies \phi )}
- {\displaystyle \forall x^{\sigma }\phi \implies \phi [t^{\sigma }/x^{\sigma }]}
  - 여기서 {\displaystyle x^{\sigma }}는 {\displaystyle \phi }의 자유 변수이며, {\displaystyle \phi [t^{\sigma }/x^{\sigma }]}는 {\displaystyle \phi }에 등장하는 자유 변수 {\displaystyle x^{\sigma }}를 모두 {\displaystyle t^{\sigma }}로 대체하여 얻는 논리식이다. 만약 {\displaystyle t^{\sigma }}가 변수일 경우, {\displaystyle x^{\sigma }}는 {\displaystyle \phi }의 {\displaystyle \forall t^{\sigma }\cdots } 꼴의 부분 논리식 속에 등장하지 않아야 한다.
- {\displaystyle \forall x^{\sigma }(\phi \implies \psi )\implies (\phi \implies \forall x^{\sigma }\psi )}
  - 여기서 {\displaystyle x^{\sigma }}는 {\displaystyle \phi }에 등장하지 않는 변수이며, {\displaystyle \psi }의 자유 변수이어야 한다.
- (분류 공리 기본꼴) {\displaystyle \exists x^{(\sigma _{1}\cdots \sigma _{n})}\forall y_{1}^{\sigma _{1}}\cdots \forall y_{n}^{\sigma _{n}}(x^{(\sigma _{1}\cdots \sigma _{n})}(y_{1}^{\sigma _{1}},\dots ,y_{n}^{\sigma _{n}})\iff \phi )}
  - 여기서 {\displaystyle x^{(\sigma _{1}\cdots \sigma _{n})}}은 {\displaystyle \phi }의 자유 변수일 수 없다.
- {\displaystyle x^{\sigma }=x^{\sigma }}
- {\displaystyle (x^{\sigma }=y^{\sigma })\implies (z^{(\sigma )}(x^{\sigma })\implies z^{(\sigma )}(y^{\sigma }))}
- (확장 공리) {\displaystyle \forall z_{1}^{\sigma _{1}}\cdots \forall z_{n}^{\sigma _{n}}(x^{(\sigma _{1}\cdots \sigma _{n})}(z_{1}^{\sigma _{1}},\dots ,z_{n}^{\sigma _{n}})\iff y^{(\sigma _{1}\cdots \sigma _{n})}(z_{1}^{\sigma _{1}},\dots ,z_{n}^{\sigma _{n}}))\implies (x^{(\sigma _{1}\cdots \sigma _{n})}=y^{(\sigma _{1}\cdots \sigma _{n})})}

물론 모든 공리는 d차 논리의 유효한 논리식이어야 한다. 예를 들어, 확장 공리는 3차 논리에서부터 사용된다. (다른 공리들은 2차 논리에도 존재한다.)

## 같이 보기
- 1차 논리